# Petite capitale w en exposant
Cette page contient des caractères spéciaux ou non latins. S’ils s’affichent mal (▯, ?, etc.), consultez la page d’aide Unicode.
ᴡ, appelée petite capitale w en exposant, petite capitale w supérieur ou lettre modificative latine petite capitale w, est un symbole phonétique de certaines variantes de l’alphabet phonétique ouralique. Il est formé de la petite capitale w ‹ ᴡ › mise en exposant.

## Utilisation

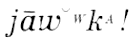
jāw˘^{ᴡ}k^{ᴡ}! dans E. Lagercrantz 1941, p. 246.

## Représentations informatiques
La petite capitale w en exposant n’a pas été codée dans une norme informatique. Elle peut être obtenue avec le formatage de texte, par exemple ᴡ (<sup>ᴡ</sup> en HTML) ou avec des polices de caractères spécifiques non standards.

## Sources
- (de) Eliel Lagercrantz, « Synopsis des Lappischen », Oslo Etnografiske Museums skrifter, Oslo, vol. 2, no 4,‎ 1941 (lire en ligne)